# Tobruk

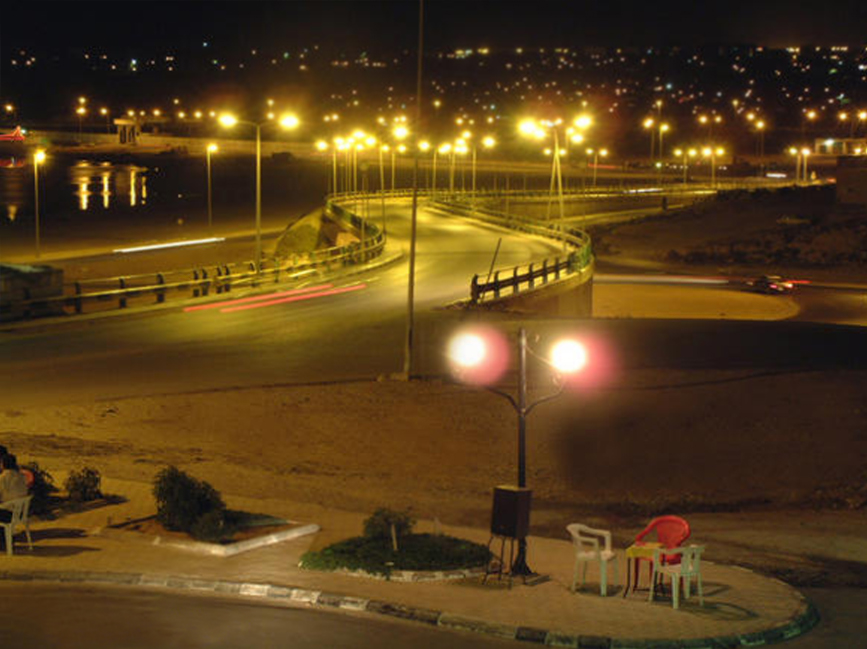
Tobruk طبرق

Tobruk este un oraș în Libia. Se află la o altitudine de 50 m deasupra nivelului mării. Populația este de 135.832 locuitori, determinată în 2011.

## Istorie
Aici a avut loc Asediul de la Tobruk de 241 de zile în 1941 în timpul celui de-al doilea război mondial.